# Siphocampylus asplundii
Siphocampylus asplundii är en klockväxtart som beskrevs av Jeppesen. Siphocampylus asplundii ingår i släktet Siphocampylus och familjen klockväxter. IUCN kategoriserar arten globalt som starkt hotad.
Artens utbredningsområde är Ecuador. Inga underarter finns listade i Catalogue of Life.